# 11eyes: Tsumi to Batsu to Aganai no Shojo
11eyes: Tsumi to Batsu to Aganai no Shōjo (11eyes -罪と罰と贖いの少女-, lit. 11eyes: Sin, Damnation, and the Atonement Girl), helt enkelt som 11eyes i dess anime-anpassning, är en vuxen visuell roman som utvecklats och publicerades av Lass som först releasen den 25 april 2008 på Microsoft Windows; 11eyes är Lass fjärde spelet. En port av spelet släpptes på Xbox 360 med titeln 11eyes CrossOver släpptes den 2 april 2009, publicerad av Mages.